# TEC-9
La Intratec TEC-9, TEC-DC9 o AB-10 és una pistola semiautomàtica accionada per reculada, que empra el cartutx 9 x 19 mm Parabellum. Dissenyada per Intratec, una sucursal nord-americana d'Interdynamic AB. Tots els seus tres models són esmentats com a TEC-9, encara que solament un model va ser venut sota aquest nom.

## Història
L'empresa sueca Interdynamic AB d'Estocolm va dissenyar el subfusell Interdynamic MP-9 de 9 mm. Concebut com un subfusell barat basat en el Carl Gustav M/45 per a aplicacions militars, Interdynamic no va trobar un comprador governamental, per la qual cosa va ser portat al mercat d'armament dels Estats Units com la pistola semiautomàtica KG-9 que dispara a forrellat obert, la qual va ser comprada en grans quantitats per delinqüents i freqüentment era modificada per disparar en mode automàtic. A causa d'això, la BAFT va obligar a Interdynamic a redissenyar l'arma perquè dispari a forrellat tancat, que era més difícil de convertir en automàtica. Aquesta variant va ser anomenada KG-99. Va fer freqüents aparicions a Miami Vice, sent legalment modificada per disparar en mode automàtic per fabricants d'armes Categoria II.

## TEC - DC9
Després de la Massacre de l'Escola Cleveland, la TEC-9 va entrar a la llista d'armes prohibides de l'Estat de Califòrnia. Per a suportar això, Intratec va rebatejar la TEC-9 com TEC-DC9 (DC: "Dissenyat per a Califòrnia") des de 1990 fins a 1994. La diferència externa més notòria entre la TEC-9 i la posterior TEC-DC9 és que els anells per subjectar la corretja portafusell van ser reubicats des del costat esquerre de la pistola, a un clip de metall estampat desmuntable a la part posterior de la pistola. La TEC-9 i DC-9 són idèntiques per fora.

## Prohibició per l' AWB
La TEC-9 i, finalment, les variants TEC-DC9 van ser llistades entre les 19 armes de foc prohibides pel seu nom als Estats Units per la ja caducada Prohibició Federal d'Armes d'Assalt (AWB) de 1994. Aquesta prohibició va provocar el cessament de la seva fabricació, i va obligar Intratec a introduir un nou model anomenat AB-10, una TEC-9 Mini sense roscat a la boca del canó i limitada a un carregador de 10 bales en lloc d'un de 20 o 32. Tanmateix, acceptava els carregadors de gran capacitat dels models preprohibició.

## Videojocs
La TEC-9 apareix al joc vídeo Counter-Strike: Global Offensive. També apareix com a subfusell compacte en alguns videojocs populars com Grand Theft Auto: Vice City, Grand Theft Auto: San Andreas, Grand Theft Auto V, Far Cry, Battlefield Hardline, Payday 2, i alguns videojocs en línia com Zula o Combat Arms. Va aparèixer durant molt poc temps a Fortnite, però es va eliminar posteriorment. També apareix a Bullet Force i a Call of Duty: Black Ops Cold War.